# Czyśćcowe dusze
Czyśćcowe dusze (fr. Les Âmes du purgatoire) – opowiadanie Prospera Mériméego z 1834 roku osnute wokół legendy don Juana.

## Informacje o utworze
We wprowadzeniu do opowiadania Mérimée dystansuje się od historii don Juana opowiedzianej przez Moliera i Mozarta – Don Juana Tenorio, porwanego przez kamienny posąg – i odwołuje się do innej postaci z historii Sewilli, szlachcica don Juana de Marana, który zakończył życie w odmienny sposób – jego grób pokazywali przewodnicy w miejscowym kościele Miłosierdzia.
Wątków do odmiennego ukształtowania opowieści o don Juanie dostarczyła pisarzowi biografia Miguela Mañary, hiszpańskiego szlachcica, który poświęcił swe życie służbie ubogim, a podczas swej przedśmiertnej spowiedzi wyznał, że wcześniej prowadził grzeszne życie. O postaci Mañary Mérimée usłyszał podczas swego pobytu w Sewilli w lipcu 1830 roku, zwiedzając kościół Miłosierdzia. Zmienił jego imię na Juan, aby nawiązać do legendy don Juana, a nazwisko z Mañara na Maraña.
Opowiadanie zostało opublikowane w Revue des deux mondes 15 sierpnia 1834 roku, a siedem lat później wydane wspólnie z Colombą i Wenus z Ille, zaś po raz kolejny w 1842 roku.

## Treść

### Dzieciństwo i studia w Salamance

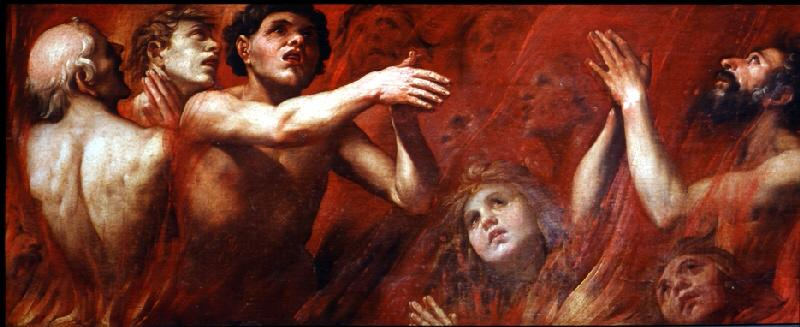
Alonso Cano, Dusze czyśćcowe, Museo de Bellas Artes de Sevilla

Don Juan jest oczekiwanym synem księcia, Don Carlosa de Marana, który chce zeń uczynić dzielnego rycerza, podczas gdy jego matka pragnie, by syn został człowiekiem pobożnym. Chłopiec wychowuje się w zbytku i luksusie. W latach młodzieńczych zwraca uwagę na obraz Moralesa przedstawiający męki dusz czyśćcowych, znajdujący się w oratorium jego matki. W wieku osiemnastu lat Don Juan, wykształcony religijnie i w posługiwaniu się bronią, ale nieszczególnie w łacinie, zostaje wysłany na uniwersytet w Salamance. Zawiera tam znajomość ze studentem, który nazywa siebie Don Garcją i podaje się za syna przyjaciela jego ojca. Don Garcja bierze młodzieńca pod swoje skrzydła.
Obydwaj mężczyźni postanawiają wspólnie zalecać się do sióstrː doñi Fausty i doñi Teresy de Ojeda. Dnie spędzają na biesiadach, pijatykach i grze, a noce pod balkonami swych wybranek. Pewnego wieczoru zalotników atakuje ich konkurent, don Crisotval, który ginie w pojedynku z ręki don Juana. Zgubioną przez młodzieńca na miejscu pojedynku szpadę odnosi mu doña Teresa. Wkrótce też opór obydwu sióstr zostaje złamany. Don Juanowi po jakimś czasie nudzi się jego kochanka. Wówczas don Garcja proponuje mu grę w karty o doñę Faustę. Don Juan wygrywa kochankę swego kompana, a ten wypisuje mu kwit na nią. Doña Fausta, przekonawszy się, że została sponiewierana przez obu mężczyzn, wzywa głośno pomocy. Nadbiegający ojciec zabija ją w ciemnościach z muszkietu. Na schodach ginie z ręki don Juana w pojedynku. Don Garcja i don Juan postanawiają zaciągnąć się do wojska walczącego we Flandrii.

### W podróży
Spędzają jednak najpierw kilka miesięcy na hulankach we Włoszech, zaś następnie, uzyskawszy przebaczenie rodziców, udają się do Flandrii, gdzie zaciągają się do regimentu kapitana Gomare. Don Garcja i don Juan walczą brawurowo, a po starciach uwodzą miejscowe niewiasty i pojedynkują się z ich mężami. W bitwie pod Bergen op Zoom kapitan Gomare zostaje śmiertelnie ranny. Przed śmiercią przekazuje cały swój majątek don Juanowi, prosząc go, by ten część środków przeznaczył na mszę za jego duszę. Don Juan jeszcze tego wieczoru przegrywa wszystko w karty. Niewiele później jeden z żołnierzy, Modesto, zabija z ukrycia don Garcję, który umierając bluźni przeciw Bogu..

### Powrót do Sewilli i nawrócenie
Po śmierci rodziców don Juan decyduje się wrócić do Sewilli i objąć majątek. Prowadzi się nadal fatalnie. Kiedy ciężko zapada na zdrowiu sporządza listę swych podbojów i oszukanych mężczyzn, od papieża po szewca. Jeden z jego przyjaciół zauważa, że wśród oszukanych brakuje jeszcze Boga. Don Juan postanawia zatem uwieść zakonnicę. Po długich zabiegach wokół najładniejszej mniszki w Sewilli, odkrywa, że ta, o którą się stara, jest doñą Teresą. Teresa najpierw odrzuca jego awanse, ale ostatecznie nie potrafi oprzeć się miłości do niego i zgadza się uciec z klasztoru. Noc poprzedzającą porwanie don Juan spędza w swoim zamku. Wstrząśnięty wizją dusz czyśćcowych na obrazie nie potrafi zasnąć. W drodze do klasztoru napotyka kondukt pogrzebowy don Juana de Marana. Od uczestników pogrzebu dowiaduje się, że są duszami czyśćcowymi, które jego matka uratowała od męki i które dziś po raz ostatni modlą się za niego. Z wybiciem północy kondukt znika, a na don Juana napadają szatani. Z imieniem Jezusa na ustach mężczyzna pada bez zmysłów.

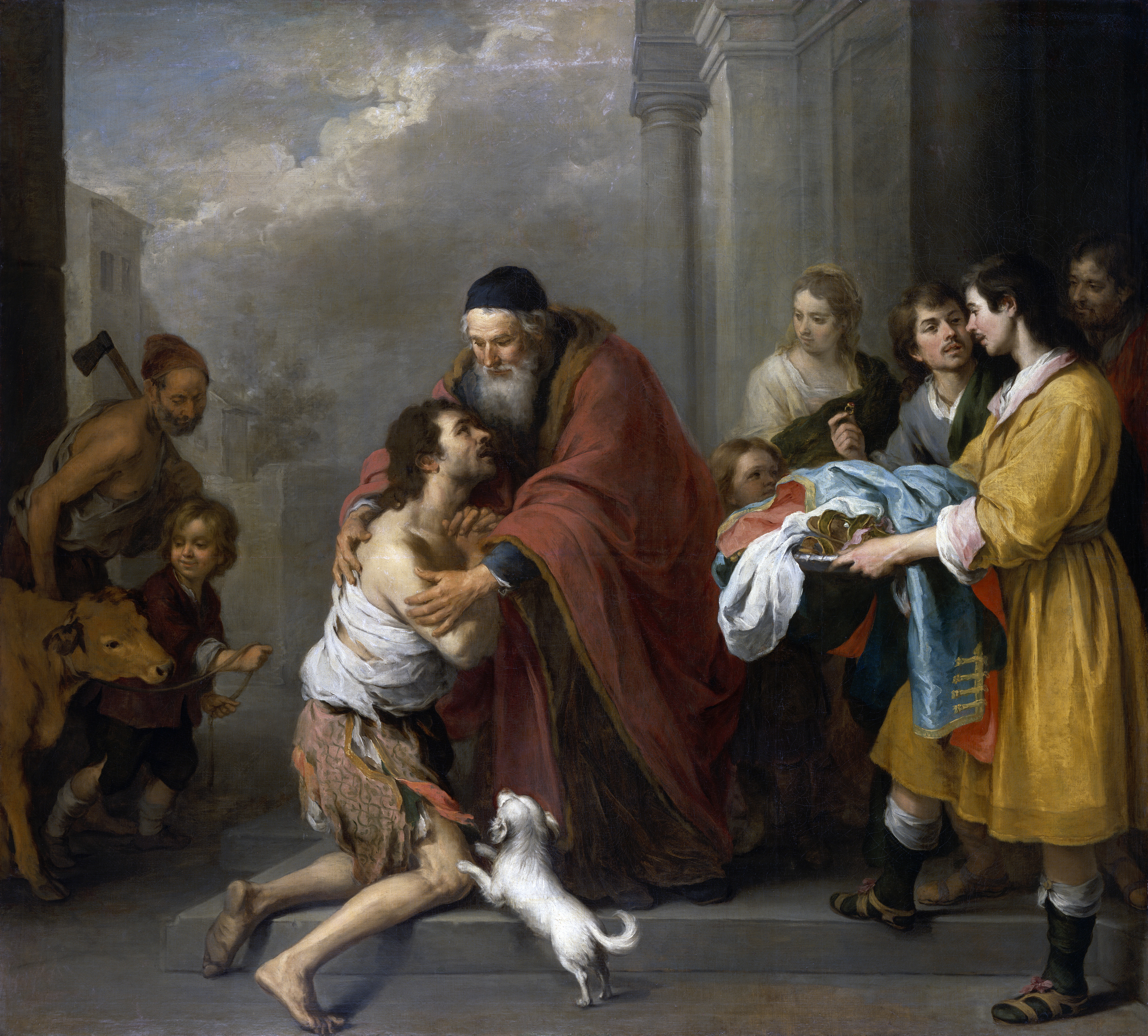
Bartolomé Esteban Murillo, Powrót syna marnotrawnego, lata 1667–1670

Odzyskawszy przytomność, don Juan odbywa spowiedź, rozdaje połowę majątku ubogim, a drugą połowę przeznacza na wzniesienie kaplicy i szpitala. Wstępuje też do zakonu dominikanów, przyjmuje imię Ambrożego i rozpoczyna surową pokutę, którą chce odkupić swoje winy. Prosi o wybaczenie doñę Teresę, a ta uświadomiwszy sobie, że ten którego kochała nigdy nie odwzajemniał jej uczucia, umiera ze zgryzoty. Pewnego dnia w klasztorze zjawia się Modesto. Okazuje się, że jest to don Pedro de Ojedo, i że raz już próbował się zemścić na don Juanie za śmierć ojca i siostry, trafił wtedy jednak don Garcję. Próbuje teraz wyzwać don Juana na pojedynek, ten jednak odmawia i pozwala się zabić. Spoliczkowany, chwyta jednak za szpadę i w pojedynku zabija przeciwnika. Wstrząśnięty wyznaje wszystko opatowi. Ten postanawia ukryć pojedynek przed opinią publiczną. Ambroży po świętym i dobroczynnym życiu w klasztorze umiera i zostaje pochowany pod podłogą kaplicy, którą ufundował. Prosił, by na miejscu jego pochówku umieszczono napisː Aqui yacen los huesos y cenizas del peor hombre que ha habido en el mundo. Ruegen a Dios por él (Tu leżą kości i prochy najgorszego człowieka, jaki żył na świecie. Módlcie się za nim do Boga). Mieszkańcy, chociaż znali jego wcześniejsze swawolne życie, czcili go odtąd jak świętego. Cudzoziemcy chętnie odwiedzali jego kaplicę przyozdobioną arcydziełami Murillaː Powrotem syna marnotrawnego i Sadzawką w Jerycho.

## Analiza
Mérimée ukształtował postać swojego bohatera przed jego nawróceniem na wzorach zaczerpniętych z dzieł Moliera i Mozarta. Jak jego poprzednicy, Don Juan de Marana mnoży miłosne podboje, prowadzi listę uwiedzionych kobiet i oszukanych mężów. Dziedziczy również ich ateizm, rozwiązłość i związki z diabłem. Mérimée osłabił jednak jego tragizm. Przydał mu towarzysza w osobie diabolicznego Don Garcii, którego Don Juan jest zaledwie powtórzeniem i w którego cieniu pozostaje przez znaczną część utworu. Don Juan Mériméego jest bardziej zhumanizowany, prawie nieśmiały. Nie poszukuje Absolutu i nie przywodzi na myśl Fausta czy Lucyfera, jak Don Juan Byrona. Nie boi się wprawdzie Boga, lecz obawia się diabła i śmierci.
W ślady Mériméego poszli potem Alexandre Dumas (Don Juan de Marana), Anna de Noailles, Guillame Apollinaire i Oskar Miłosz (Miguel Mañara).